# Интонация (фильм)
«Интонация» — российский документальный сериал состоящий из шести серий, снятый Александром Сокуровым в 2009 году. Фильм является лауреатом фестиваля отечественного кино «Московская премьера». Каждая из серий оформлена в виде диалога с «разными интересными людьми» — с российской элитой. Суммарная продолжительность цикла — 251 минута, то есть около 40 минут на серию.

## Название серий и ссылки на imdb.com
- Фильм 1. Валерий Зорькин[1]. Председатель Конституционного суда Российской Федерации (49 минут)
- Фильм 2. Юрий Шмидт[2]. Юрист (39 минут)
- Фильм 3. Сергей Слонимский[3]. Композитор (45 минут)
- Фильм 4. Борис Аверин[4]. Филолог (33 минуты)
- Фильм 5. Владимир Якунин[5]. Президент ООО «Российские железные дороги» Президент благотворительного фонда им. Андрея Первозванного (44 минуты)
- Фильм 6. Арсен Каноков[6]. Президент Кабардино-Балкарской республики (41 минута)